# أو إس إس 117: تائه في ريو

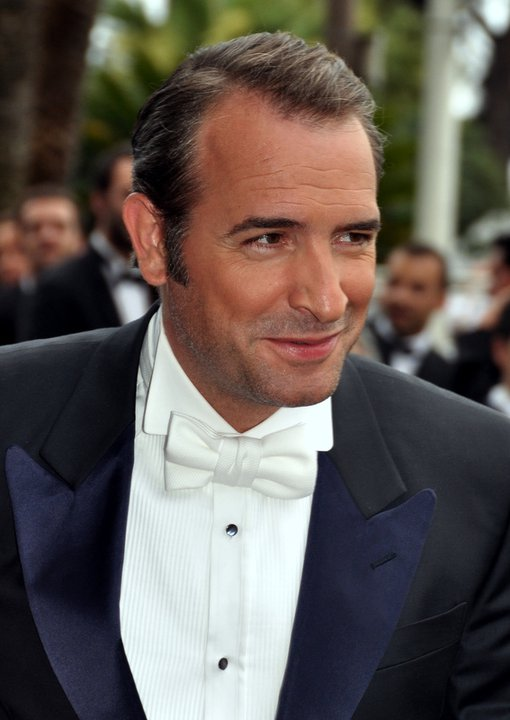
جان دوجردان عام 2011

أو إس إس 117: تائه في ريو هو فيلم صدر في فرنسا في 2009 باسم OSS 117: Rio ne répond plus وهو فيلم كوميديا وجاسوسية وتكملة لفيلم أو إس إس 117: القاهرة، عش الجواسيس، وفيه يمثل جان دوجاردان نفس شخصية العميل السري الفرنسي هوبير بونسير دو لا باث (الملقب بـ أو إس إس 117، وهي شخصية خيالية من تأليف جان بروس). تدور أحداث الفيلم في عام 1967، يتم إرسال العميل السري إلى البرازيل في مهمة للحصول على قائمة محملة في ميكروفيلم تحتوي على أسماء أشخاص فرنسيين متعاطفين مع النازية.

## الممثلون
- جان دوجردان
- لويز مونو
- روديجر فوغلر
- أليكس لوتز
- ريم خريسي
- بيير بيلمار
- سيرج هازانافيسيوس
- لوران كابيلوتو

## روابط خارجية
- أو إس إس 117: تائه في ريو على موقع IMDb (الإنجليزية)
- أو إس إس 117: تائه في ريو على موقع ميتاكريتيك (الإنجليزية)
- أو إس إس 117: تائه في ريو على موقع روتن توميتوز (الإنجليزية)
- أو إس إس 117: تائه في ريو على موقع نتفليكس (الإنجليزية)
- أو إس إس 117: تائه في ريو على موقع ألو سيني (الفرنسية)
- أو إس إس 117: تائه في ريو على موقع Turner Classic Movies (الإنجليزية)
- أو إس إس 117: تائه في ريو على موقع أول موفي (الإنجليزية)
- أو إس إس 117: تائه في ريو على موقع بوكس أوفيس موجو (الإنجليزية)
- أو إس إس 117: تائه في ريو على موقع فيلمافينيتي (الإسبانية)
- أو إس إس 117: تائه في ريو على موقع قاعدة بيانات الأفلام السويدية (السويدية)